# 토노 마마레
토노 마마레(橙乃 ままれ, 본명: 우메즈 다이스케(梅津大輔), 1973년 8월 25일 ~ )는 일본의 만화가 및 라이트 노벨 작가이다.

## 작품 목록
- 트라토리아의 방과후
- 마오유우 마왕용사
- 로그 호라이즌